# Electròlisi de l'aigua

Esquema d'un Voltàmetre de Hofmann usat per l'electròlisi de l'aigua

L'electròlisi de l'aigua és la descomposició de l'aigua (H₂O) en oxigen (O₂) i hidrogen (H₂) deguda al pas d'un corrent elèctric a través de l'aigua. Aquest procés electrolític es fa servir en algunes aplicacions industrials quan es necessita obtenir hidrogen.
L'electròlisi en aigua "pura" (destil·lada) és molt baixa, i només pot succeir degut a l'autoionització de l'aigua. L'aigua destil·lada té una conductivitat elèctrica d'una part per milió respecte de l'aigua de mar. Aquesta conductivitat augmenta moltíssim quan s'hi afegeix un electròlit (com una sal, un àcid o una base).

## Història
La primera electròlisi de l'aigua va ser realitzada el 2 de maig de 1800 per dos químics britànics, William Nicholson (1753 - 1815) i Sir Anthony Carlisle (1768-1840), només alguns dies després de la invenció de la primera pila elèctrica per Alessandro Volta.

## Procés general

Electròlisi

Es fon o es dissol l'electròlit en l'aigua, amb la finalitat que se'n separin els ions (ionització).
Una font d'energia elèctrica, corrent continu amb normalment 6 volts, es connecta, a dos elèctrodes, (connectats als dos pols oposats de la font d'alimentació) o dues làmines, normalment fetes d'un metall inert com el platí o l'acer inoxidable, que es col·loquen dins l'aigua.
Cada elèctrode manté atrets els ions de càrrega elèctrica oposada. Així els ions negatius, o anions, són atrets a l'ànode, mentre que els ions positius, o cations, es desplacen cap al càtode. Aquesta font d'alimentació elèctrica forneix l'energia necessària per separar els ions i incrementar-ne la seva concentració en els elèctrodes.

Animació sobre l'electròlisi de l'aigua

L'hidrogen apareixerà al càtode (l'elèctrode carregat negativament on els electrons són bombats cap a l'aigua), i l'oxigen apareixerà a l'ànode (l'elèctrode carregat positivament). El total d'hidrogen generat és dues vegades el d'oxigen, i tots dos són proporcionals al total de càrrega elèctrica que s'ha emès a través de l'aigua.
Si l'aigua no és destil·lada, l'electròlisi no només separa l'oxigen i l'hidrogen, sinó també els altres components que estiguin presents com sals, metalls i alguns altres minerals.
El nombre de molècules d'hidrogen produïdes és d'aquesta manera doble que el nombre de molècules d'oxigen formades. Assumint una temperatura i pressió igual per als dos gasos, el volum de gas d'hidrogen produït per tant duplica el volum de gas d'oxigen produït. El nombre d'electrons empesos a través de l'aigua és dues vegades el nombre generat de molècules d'hidrogen i 4 vegades el nombre de molècules d'oxigen generades.
És un experiment senzill de realitzar. Dos elèctrodes enganxats als pols d'una pila i submergits en un vas d'aigua addicionat amb sal o un altre electròlit és suficient per produir una emissió visible de bombolles d'hidrogen o de diòxid d'oxigen a cadascun dels elèctrodes. La presència d'ions hidròxids (OH-) pot ser detectada per un indicador de pH com la fenolftaleïna o el blau de bromotimol.

## Equacions del procés
El corrent continu dissocia la molècula d'aigua (H₂O) en ions hidròxid (OH)- i protó (H+) : dins la cèl·lula electrolítica i es forma una reacció redox: 
{\displaystyle {\ce {2 H2O (l) + 2 e^{-}-> H2 (g) + 2 OH^{-}(aq)\,}}},
que s'equilibra en les càrregues :
{\displaystyle {\ce {2 H2O (l) -> O2 (g) + 4 H^{+}(aq) + 4 e^{-}\,}}},
això dona l'equació de descomposició per electròlisi següent: 
{\displaystyle {\ce {2 H2O (l) -> 2 H2 (g) + O2 (g)\,}}}
Segons la llei d'Avogadro, el volum recuperat d'hidrogen produït és dues vegades més important que el d'oxigen.

## Espontaneïtat del procés

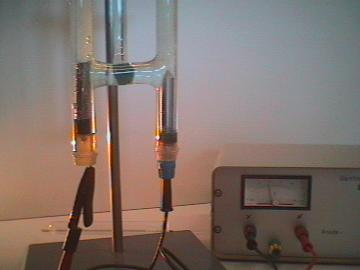
Voltàmetre de Hofmann en corrent continu.

La descomposició de l'aigua en H₂ i O₂ en les condicions normals de temperatura i pressió no està afavorida des del punt de vista termodinàmic, els potencials estàndard de les dues semireaccions són negatius.
{\displaystyle {\ce {2 H2O (l) -> O2 (g) + 4 H^{+}(aq) + 4 e^{-}}}\qquad E^{\circ }=1,23{\text{ V}}\,}
{\displaystyle {\ce {2 H2O (l) + 2 e^{-}-> H2 (g) + 2 OH^{-}(aq)}}\qquad E^{\circ }=0{\text{ V}}\,}
d'altra banda, l'energia de Gibbs per al procés en les condicions estàndard tenen un valor molt positiu (al voltant de 474,4 kJ). Aquestes consideracions fan la reacció «impossible» d'efectuar sense afegir els electròlits en la solució.

## Elecció de l'electròlit
L'aigua pura condueix poc l'electricitat, cosa que porta a fer servir un additiu hidrosoluble (l'electròlit) en la cèl·lula d'electròlisi per «tancar» el circuit elèctric. L'electròlit es dissocia en cations i anions
Els cations següents tenen els potencials d'elèctrode inferiors al del H+, i es poden fer servir : Li+, Rb+, K+, Cs+, Ba2+, Sr2+, Ca2+, Na+, i Mg2+, és a dir els metalls alcalins o els metalls alcalinoterris. El sodi i el liti, que formen sals solubles i de baix cost econòmic, són els que es fan servir més sovint.
Si un àcid s'usa com electròlit, el catió alliberat és H+ i aleshores no hi ha competència amb el H+ alliberat per la dissociació de l'aigua. En aquest cas l'anió més utilitzat és el SO₄2- (l'àcid afegit és l'àcid sulfúric H₂SO₄), molt difícil d'oxidar. El potencial estàndard d'oxidació d'aquest ió en ió peroxidisulfat és de -2,05 V. À l'ànode (oxidació) :
{\displaystyle {\ce {2SO4^{2-}->{S2O8^{2-}}+2e^{-}}}\qquad E_{\rm {ox}}^{\circ }=-2,05{\text{ V}}\,}
Altres àcids forts són sovint enprats com electròlits.

### Voltamètre de Hoffmann
El voltàmetre de Hoffmann es fa servir com a cèl·lula electrolítica de mida reduïda. El formen tres tubs units per la base. El cilindre mitjà és obert per sobre per a permetre l'addició d'aigua i d'electròlit. Un elèctrode de platí s'ubica a l'interior de cadascun dels tubs laterals, a la seva base, i connectat als dos pols d'una font d'alimentació elèctrica. Quan el corrent elèctric passa a través del voltàmetre de Hofmann es forma O₂ a l'ànode i H₂ al càtode. Cada gas desplaça l'aigua i pot ser recollit en l'extremitat dels dos tubs laterals.

### Electròlisi industrial
Hi ha nombrosos models de cèl·lules electrolítiques a més del voltàmetre de Hofmann. Donat que l'energia per volum d'hidrogen és molt minsa, es fabrica, es recull i es crema in situ, ja que l'emmagatzemament i transport d'hidrogen resulta car. L'oxigen gasós format se'l tracta com un subproducte.

### Electròlisi a alta temperatura
L'electròlisi a alta temperatura (coneguda també com a HTE, de l'expressió anglesa high-temperature electrolysis, o electròlisi en fase de vapor) és un mètode, actualment en estudi, per a fer electròlisi per màquina tèrmica. HTE és més eficaç que el procés a temperatura ambient, ja que la calor és més econòmica d'obtenir que l'electricitat i a més les reaccions d'electròlisi tenen més alt rendiment a altes temperatures.

## Aplicacions
Al voltant del 4% de l'hidrogen gasós produït al món es fa mitjançant l'electròlisi, i normalment es fa servir en el lloc on s'elabora. L'hidrogen s'utilitza per la síntesi d'amoníac com adob amb el mètode Haber, i per la conversió del petroli cru en fraccions més lleugeres per hidrocracatge.

## Eficàcia i rendiment
El rendiment energètic de l'electròlisi de l'aigua pot variar de manera important. La gamma de rendiment varia entre 50-70%, en canvi amb altres mètodes s'aconsegueix el 80-94%. Aquests valors es refereixen solament al rendiment de la conversió de l'energia elèctrica en energia química de l'hidrogen. L'energia perduda quan es genera l'electricitat no es comptabilitza. Així, quan es considera una central nuclear convertint la calor de les reaccions nuclears en hidrogen per electròlisi, el rendiment total és de l'ordre del 25-40%.